# J.P. Morgan Jr
John Pierpont Morgan Jr (Irvington, 7 novembre 1867 – Boca Grande, 13 marzo 1943) è stato un banchiere e filantropo statunitense.

## Biografia

### Infanzia e giovinezza
Morgan, Jr era figlio di J. P. Morgan e Frances Louisa Tracy. Si laureò all'Università di Harvard nel 1886, dove era membro del Delphic Club, noto in passato come Delta Phi e Delta Kappa Epsilon. Nel 1890 sposò Jane Norton Grew (morta nel 1925), figlia del banchiere di Boston e proprietario di mulini, Henry Sturgis Grew e zia di Harry Crosby. La coppia ebbe quattro figli: Junius Spencer Morgan III, Henry Sturgis Morgan, cofondatore della Morgan Stanley, Jane Norton Morgan Nichols e Frances Tracy Pennoyer. Una quinta figlia, Alice morì durante l'infanzia per febbre tifoidea.

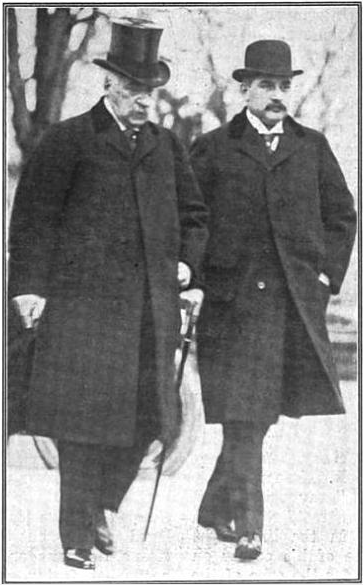
J.P. Morgan Jr con il padre J. P. Morgan nell'ultima foto che li ritrae insieme (ca. 1913)

Il giovane Morgan assomigliava al padre per il fatto di non amare la pubblicità e continuò a praticare anche lui la filantropia. Nel 1905, suo padre acquistò la Guaranty Trust per consolidare la sua attività di banchiere a New York. Dopo la morte di suo padre, nel 1913, la banca passò al figlio.

### Prima guerra mondiale
Morgan giocò un ruolo importante nel finanziamento della prima guerra mondiale. Subito dopo lo scoppio delle ostilità fece il primo prestito di 12 milioni di dollari alla Russia e nel 1915 concesse un prestito di 50 milioni di dollari alla Francia. Il coinvolgimento della sua banca con gli interessi inglesi e francesi lo indusse a spingere gli Stati Uniti in sostegno degli alleati per salvare i suoi prestiti. Nel 1915, divenuto evidente che la guerra non sarebbe finita in fretta, la banca decise di stringere relazioni formali con la Francia. Questi rapporti divennero tesi nel corso della guerra a seguito di cattivi rapporti personali con gli emissari francesi, rapporti che vennero aumentando di importanza a seguito della durata inattesa del conflitto, delle spese e delle complicazioni derivanti dalla neutralità del governo degli Stati Uniti. A contribuire alle tensioni fu il favore mostrato dai funzionari Morgan per gli interessi britannici. Dal 1915 fino a poco dopo l'ingresso in guerra degli Stati Uniti, la sua banca era l'agente ufficiale del governo britannico per l'acquisto di cotone, acciaio, prodotti chimici e alimentari, ricevendo una commissione dell'1% su tutte le transazioni. Morgan organizzò un sindacato di oltre 2200 banche per concedere un prestito di 500 milioni di dollari agli Alleati. Gli inglesi avevano venduto il loro portafoglio di titoli americani e alla fine del 1916 avevano chiesto altri prestiti non garantiti per ulteriori acquisti.
All'inizio della prima guerra mondiale, il segretario di stato al Tesoro William Gibbs McAdoo e altri membri dell'amministrazione Wilson erano molto diffidenti sul ruolo della banca di J.P. Morgan & Co. come agente britannico per gli acquisti e servizi bancari. Quando gli Stati Uniti entrarono in guerra, questo diede luogo ad una stretta collaborazione, nel corso della quale Morgan ricevette agevolazioni finanziarie. Dal 1914 al 1919, Morgan fu membro del consiglio consultivo della Federal Reserve Bank of New York.
Il 3 luglio 1915, un intruso, Eric Muenter, entrò nella villa di Long Island di Morgan e gli sparò due colpi, nel tentativo di assassinarlo. Ciò apparentemente per realizzare un embargo sulle armi, e in segno di protesta per il suo affarismo sulla guerra. Morgan, tuttavia, recuperò rapidamente dalle ferite.

### Dopoguerra
Dopo la fine della prima guerra mondiale e il trattato di Versailles, la Morgan Guaranty gestì i pagamenti delle riparazione dei danni di guerra da parte della Germania. In quel tempo fece diversi viaggi in Europa per indagare e riferire sulle condizioni finanziarie degli stati europei. Nel 1919 fu, per un certo tempo, presidente del comitato internazionale, composto da banchieri americani, inglesi e francesi, per la tutela dei possessori di titoli messicani. Nel novembre 1919 venne nominato direttore della Finance Foreign Corporation, creata per occuparsi nell'investimento di fondi principalmente in imprese straniere. Nel 1920, Morgan Guaranty era diventato uno dei più importanti istituti bancari del mondo, come creditore di prestiti concessi alla Germania e all'Europa. Lavorò molto duramente per sconfiggere il New Deal di Franklin Delano Roosevelt durante la Grande depressione e per assicurare un prestito di 100 milioni di dollari al dittatore fascista Benito Mussolini, prima della seconda guerra mondiale. Fu a capo di diverse aziende, compresa la U.S. Steel Corp., la Pullman Co., la Aetna Insurance Co. e la Northern Pacific Railway Co.
Velista, come suo padre, Morgan fu commodoro del New York Yacht Club nel periodo 1919-1921.

### Filantropia

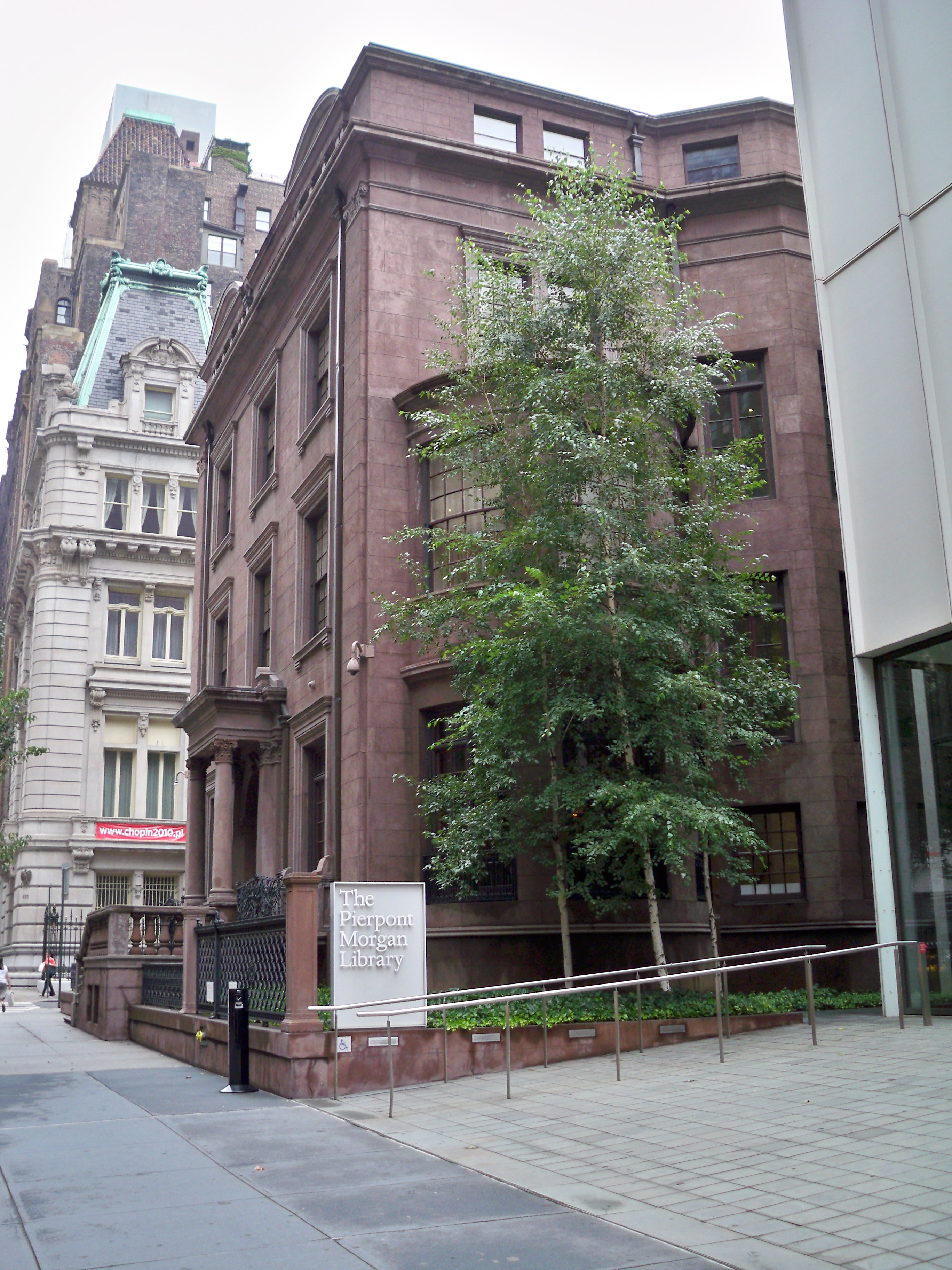
Il palazzo in pietra rossa, ora parte della Biblioteca Morgan

Nel 1920, Morgan diede la sua residenza di Londra, al 14 Princes Gate (vicino all'Imperial College London), al Governo degli Stati Uniti per adibirla ad ambasciata. Nel 1938 l'On. Joseph P. Kennedy, essendo stato nominato ambasciatore degli Stati Uniti alla Corte di San Giacomo, trasferì la sua famiglia in questo edificio e quindi il futuro presidente degli Stati Uniti, John F. Kennedy, andò ad abitarvi. 
Successivamente Morgan creò la Pierpont Morgan Library, come istituzione pubblica nel 1924, in memoria di suo padre. Belle da Costa Greene, bibliotecaria personale di Morgan, divenne la prima direttrice e continuò l'acquisizione aggressiva e l'espansione delle collezioni di manoscritti miniati, incunaboli, stampe e disegni. Oggi la Biblioteca è un complesso di edifici che comprendono un museo e un centro di ricerca scientifica.